# Goffredo Lombardo
Goffredo Lombardo (Napoli, 15 maggio 1920 – Roma, 2 febbraio 2005) è stato un produttore cinematografico e produttore discografico italiano.

## Biografia
Figlio di Gustavo Lombardo, fondatore della società cinematografica Titanus, e dell'attrice Leda Gys, ha ereditato dal padre la più antica casa cinematografica italiana, portandola al successo, grazie a collaborazioni con registi come Luchino Visconti, per il quale produsse Rocco e i suoi fratelli e Il Gattopardo. A causa degli alti costi di questo film, ma soprattutto di Sodoma e Gomorra fu costretto a dichiarare fallimento ma pur di rimanere proprietario del nome Titanus vendette tutti i suoi averi per cercare di ripianare i debiti, dedicandosi esclusivamente alla distribuzione cinematografica. Per salvare il salvabile giunse nel 1963 a produrre un film dal titolo Il giorno più corto a cui presero parte molti dei principali attori del grande e piccolo schermo dell'epoca a titolo gratuito per scongiurare il fallimento dell'azienda.
Anni dopo riuscì a ritornare al comando della società di produzione ma il mutato gusto del pubblico e il nuovo sistema industriale lo convinsero a cedere il ramo cinematografico per concentrarsi sulle produzioni televisive, l'ultima delle quali è stata la serie televisiva Orgoglio trasmessa su Rai 1 con enorme successo. Vinse vari premi cinematografici, tra cui nel 1995 il Leone d'Oro alla carriera alla Mostra Internazionale d'Arte Cinematografica di Venezia. Fondò, negli anni cinquanta, la casa discografica Titanus, divenuta poi Sprint, con cui pubblicò dischi di vari cantanti, tra cui Nilla Pizzi e Nini Rosso. Nel 2010 Giuseppe Tornatore ha realizzato un film documentario: L'ultimo gattopardo - Ritratto di Goffredo Lombardo.
Da giovane fu appassionato di immersioni e pesca subacquea; nel 1956, nella zona del Circeo, fu protagonista di uno dei rari casi di attacchi documentati di squalo bianco nel mare Mediterraneo: non solo ne uscì illeso, ma pochi giorni dopo fu in grado di catturare quello che presumibilmente era l'animale che lo aveva attaccato. Trasmise la passione del mare anche ai figli Guido e Giulio; il secondo morì nel corso di una immersione a Ponza. Nel 1959 fondò la rivista mensile Mondo Sommerso.
Nel 2024, in occasione dell'anniversario dei 120 anni della Titanus, esce il documentario Titanus 1904, diretto da Giuseppe Rossi, presentato in anteprima mondiale alla Festa del Cinema di Roma, che narra la storia completa della Titanus e della famiglia Lombardo.

## Riconoscimenti
- David di Donatello
  - 1956: miglior produttore (Pane, amore e...)
  - 1958: Targa d'oro
  - 1961: miglior produttore (Rocco e i suoi fratelli)
  - 1961: miglior produttore  (Il Gattopardo)
  - 1974: David speciale
  - 2004: David speciale
- Ciak d'oro
  - 2004: Ciak d'oro alla carriera[4]
- Documentari
  - L'ultimo gattopardo - Ritratto di Goffredo Lombardo (2010) di Giuseppe Tornatore - Omaggio al produttore
  - Titanus 1904, regia di Giuseppe Rossi - Docufilm sulla Titanus e la famiglia Lombardo

## Filmografia parziale
- Tormento (1950)
- I figli di nessuno (1951)
- Africa sotto i mari, regia di Giovanni Roccardi (1953)
- La maja desnuda (1958)
- La sposa bella (1960)
- Rocco e i suoi fratelli (1960)
- Cronaca familiare (1962)
- Le quattro giornate di Napoli (1962)
- Ti-Koyo e il suo pescecane (1962)
- Sodoma e Gomorra (1962)
- Il Gattopardo (1963)
- Il giorno più corto (1963)
- In viaggio con papà (1982)